# Búr polgárháború
A búr polgárháború vagy transvaali polgárháború az egykori Transvaal Köztársaság nevű búr államban zajló konfliktus volt, amely a mai Dél-afrikai Köztársaság Gauteng, Limpopo, Mpumalanga és North West tartományaiban folyt 1862-től 1864-ig. A konfliktus oka, hogy a különböző frakciókra oszló búrok között politikai nézeteltérések támadtak. A háborút a későbbi Brits városánál megkötött béke zárt le.

## A polgárháború okai
A búrok több köztársaságot is alapítottak a mai Dél-afrikai Köztársaság keleti részén, amelyek többsége Transvaallal egyesült, leszámítva a Winburgi Köztársaságot, amely Oranje része lett. A búrok gazdaságának gerincét az agrárium jelentette, amelyet tanyasi gazdaságokon keresztül folytattak. Oranje-ban viszont létezett egy tőkés réteg, amely Transvaal és Oranje egyesítését szerette volna elérni. Az unió reményeik szerint elősegíthette volna az ellenséges szotó népcsoport (a mai Lesotho államalkotó nemzete) legyőzését is.
Felkérték ennek megfelelően Transvaal elnökét, Marthinus Wessel Pretoriust, hogy induljon az oranje-i elnökválasztáson, ami Transvaalban jogi aggályokat szült. A köztársaság alkotmánya ugyanis tiltotta, hogy az állam elnöke külföldi hivatali tisztséget vállaljon. A transvaali országgyűlés, a Volksraad egy része ugyan támogatta az unióról szőtt elképzeléseket, ezért fél évre elbocsátotta Pretoriust, aki Bloemfonteinbe, Oranje fővárosába távozott. Távollétében kinevezték Johannes Hermanus Groblert megbízott elnöknek, aki átmenetileg vette át az irányítást Transvaalban.
Pretorius megnyerte a választásokat, hivatali esküjét 1860. február 8-án tette le és megbízottja Pretoriába ment, hogy tárgyaljon a két ország egyesüléséről.
Paul Kruger és sok más politikus viszont nem helyeselte Pretorius jogilag alkotmányellenes elnökségét a két köztársaságban. Kruger elsősorban a britek jóindulatát akarta megőrizni, akikkel csak nemrég állapodtak meg a határokról az orange-i és sand riveri egyezményekben. Szeptember 10-én a Volksraad felszólította Pretoriust, hogy válasszon a két állam közül: legnagyobb meglepetésükre Pretorius lemondott transvaali hivataláról és az oranje-i elnöki tisztséget vállalta.
A két állam egyesülésének lehetősége azonban így is fennállt, lévén Pretorius embere, Grobler irányította még mindig Transvaalt. Legfőbb ellenzője azonban nem Kruger, hanem Stephanus Schoeman tábornok, a Zoutpansbergi Köztársaság korábbi elnöke volt, aki erőszakos eszközökkel akarta Groblert eltávolítani a hatalomból. Kruger viszont rábeszélte, hogy kérjen vizsgálatot maga ellen a Volksraadnál. Az országgyűlés Schoemant felmentette és eltávolította posztjáról és elnökjelöltként Krugert állították.

## A háború
Schoeman szervezkedésbe kezdett és fegyveres híveivel Potchefstroomba vonult, ahonnét Kruger visszavonulásra kényszerítette 1862. október 9-én. Schoeman ekkor nagyobb erőt gyűjtött, míg Kruger és Pretorius tárgyalásokat folytattak egymással, hogy bíróságok felállításával vizsgálják ki a fegyveres zavargásokat, valamint új elnökválasztást írjanak ki. A vizsgálat Schoemant ezúttal is bűnösnek mondta ki és száműzetéssel sújtotta. 1863 májusában megtartott választásokat Janse van Rensburg nyerte, Schoeman korábbi helyettese, míg főparancsnoknak Krugert tették. Az alacsony választási részvétel miatt sem Kruger, sem pedig van Rensburg nem volt elégedett az eredménnyel, ezért újabb választásokat írtak ki. Ekkor tért vissza a politikába Pretorius, aki időközben lemondott az oranje-i elnöki tisztségéről. A mostani részvételi arány már magasabb volt és az október 12-én megismételt választáson ismét van Rensburg és Kruger győzött.
Ezt követően Kruger 1864. január 5-én legyőzte a Schoeman-párti Jan Viljoen-t a Krokodil-folyónál. A győzelem után újabb választásokat tartottak, ahol Pretorius már van Rensburg fölé kerekedett, míg Kruger megőrizte addigi pozícióját. A polgárháború véget ért, Schoeman és hívei elismerték vereségüket.
A felek egy karee fa (lat. Searsia lancea) alatt kötötték meg a békét, ahol később megalapították Brits városát North Westben.

## Következmények
Transvaal gazdasága megsínylette a kétéves polgárháborút és gyengültek a kormány pozíció a területén élő őslakos törzsekkel szemben, jóllehet az egykori Utrechti és Lydenburgi Köztársaságok, amelyek még 1860-ban egyesültek Transvaallal, ekkor fogadták el a központi adminisztrációt. 1865-ben Oranje háborúba bonyolódott a szotókkal. Kruger egy 1000 fős erősítést küldött személyes vezetése alatt Transvaalból a szomszédos állam megsegítésére. A szotók vereséget szenvedtek és vezetőjük, Moshoeshoe területeket volt kénytelen átengedni Oranje-nak. A transvaali segédcsapat emberei nem részesültek ebből a nyereségből, amely mély csalódottsággal töltötte el őket.
Transvaal gyengeségét mutatja, hogy 1867-ben elveszítette az ellenőrzését a még 1858-ban megszerzett Zoutpansberg felett is, amit a búroknak a vendák támadásai miatt kellett elhagyniuk